# Феозем

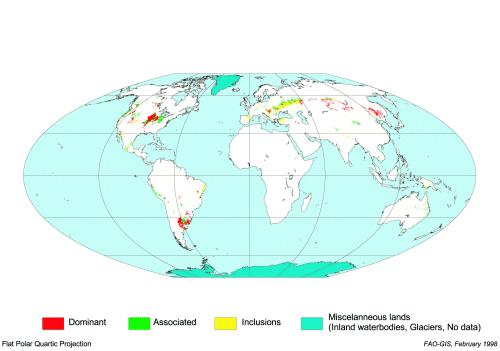
Поширення феоземів: червоний — переважний тип ґрунтів; зелений — присутні поряд з іншими типами; жовтий — трапляються місцями

Феозе́м (англ. phaeozem) — тип ґрунтів за класифікацією Світової реферативної бази ґрунтових ресурсів ФАО. Слово phaeozem утворене від грец. φαιός («темний», «сірий») і рос. земля (за аналогією з термінами chernozem, kastanozem).
Являє собою темний ґрунт з високим змістом основ, але без вапнистого шару до глибини одного метра. У класифікації USDA феоземи відповідають таким типам ґрунтів, як udolls і aquolls (молісоли).
Феоземи зустрічаються переважно в умовах вологих і субгумідних високотравних степів (США, Аргентина, Китай). Вони формуються з неущільнених осадових порід, таких як лес і льодовиковий тиль і зазвичай містять органічні включення (близько 5 %) і мають pH 5 — 7.
Феоземи є об'єктом інтенсивного рільництва; їх використовують для вирощування пшениці, сої, бавовнику, а також як пасовища для худоби.